# Conchata Ferrell
Conchata Galen Ferrell (Charleston, Virginia Occidental; 28 de marzo de 1943 - Sherman Oaks, Los Ángeles, California; 12 de octubre de 2020) fue una actriz estadounidense. Es recordada por su papel de Berta, la ama de llaves en la comedia televisiva Dos hombres y medio, por la cual recibió dos nominaciones a los premios Emmy (en 2005 y 2007) como mejor actriz de reparto en una serie cómica.
También fue nominada en 1992 como mejor actriz de reparto en una serie dramática por su papel como Susan Bloom en L.A. Law.

## Biografía
Ferrell nació en Charleston, Virginia Occidental, hija de Mescal Loraine (de soltera, George) y Luther Martin Ferrell. Creció en Circleville, Ohio. Asistió a la Universidad de Virginia Occidental y se graduó de la Universidad Marshall con un postgrado en estudios sociales en la educación.

## Carrera

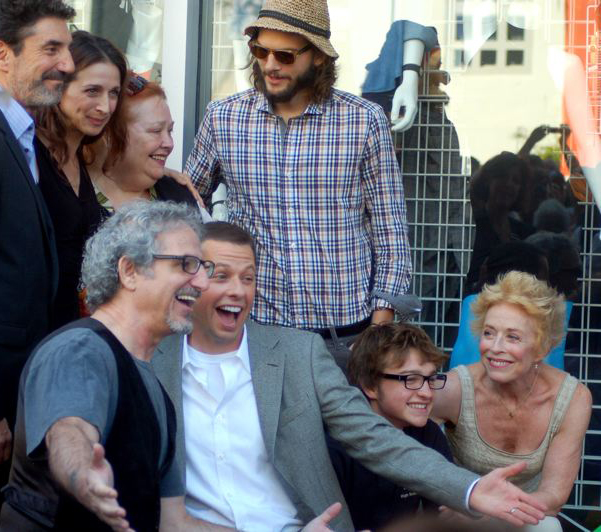
Chuck Lorre, Marin Hinkle, Conchata Ferrell, Ashton Kutcher, Lee Aronsohn, Jon Cryer, Angus T. Jones y Holland Taylor en el Paseo de la Fama de Hollywood, en septiembre de 2011.

Ferrell comenzó su carrera como actriz en teatro, apareciendo en el elenco original de la obra de Broadway Hot L Baltimore, de Lanford Wilson. Luego, ganó los premios Obie y Drama Desk por su papel en la obra de Off-Broadway The Sea Horse. Una exitosa actriz de carácter, su carrera se expande por más de tres décadas e incluye papeles secundarios en películas como Network, Mystic Pizza, Edward Scissorhands, Erin Brockovich, Crime and Punishment in Suburbia, Mr. Deeds y K-PAX.
Sus créditos en televisión incluyen apariciones en Buffy the Vampire Slayer, Hot L Baltimore, Teen Angel, B.J. and the Bear, Good Times, Hearts Afire, Townies, Night Court y Push, Nevada.
Representó a la Sra. Werner en el episodio de Quincy M.E. titulado "Into the Murdering Mind".
Ha hecho memorables apariciones retratando a juezas autoritarias, como en el episodio "Jagged Sledge" de Sledge Hammer! en 1987, y en el episodio "The One With Joey's Porsche" de Friends, en 1999. Quizá su papel más reconocido haya sido el de la ama de llaves Berta en la popular serie televisiva Two and a Half Men, al aire entre 2003 y 2015.

## Vida personal
En 1982, tuvo a su hija Samantha con Arnie Anderson, con el cual contrajo nupcias en 1986.
El 12 de octubre de 2020, falleció debido a complicaciones cardíacas tras haber sufrido un infarto en mayo del mismo año.

## Filmografía

### Cine y televisión
| Año       | Título                           | Rol                                     | Notas             |
| --------- | -------------------------------- | --------------------------------------- | ----------------- |
| 1974      | Maude                            | Rita Valdez                             | TV, 3 episodios   |
| 1975      | Hot L Baltimore                  | April Green                             | TV, 13 episodios  |
| 1976      | Network, un mundo implacable     | Barbara Schlesinger                     | película          |
| 1977      | The Rockford Files               | Ella Mae White                          | TV, 1 episodio    |
| 1977      | Blansky's Beauties               | Enfermera Gibbons                       | TV, 1 episodio    |
| 1977      | Good Times                       | Srta. Johnson                           | TV, 1 episodio    |
| 1979      | The Love Boat                    | Bitsy                                   | TV, 2 episodios   |
| 1979      | Heartland                        | Elinore Randall Stewart                 |                   |
| 1979-1981 | B. J. and the Bear               | Wilhemina "The Fox" Johnson             | TV, 5 episodios   |
| 1980      | Knots Landing                    | Mother                                  | TV, 2 episodios   |
| 1981      | Lou Grant                        | Myra Wexler                             | TV, 1 episodio    |
| 1982      | Quincy, M.E.                     | Mrs. Werner                             | TV, 1 episodio    |
| 1982      | Cagney & Lacey                   | Charlene                                | TV, 1 episodio    |
| 1983      | St. Elsewhere                    | Gina Barnett                            | TV, 1 episodio    |
| 1984      | Nadia                            | Mili Simonescu                          | Película para TV  |
| 1984-1985 | ER                               | Enfermera Joan Thor                     | TV, 22 episodios  |
| 1986      | Matlock                          | Mrs. Reese                              | TV, 1 episodio    |
| 1987      | Night Court                      | Enfermera                               | TV, 1 episodio    |
| 1987      | Sledge Hammer!                   | Judge Ida Grim                          | TV, 1 episodio    |
| 1988      | For Keeps?                       | Mrs. Bobrucz                            |                   |
| 1988      | Who's the Boss?                  | Frances                                 | TV, 1 episodio    |
| 1988      | Mystic Pizza                     | Leona                                   |                   |
| 1988-1992 | L.A. Law                         | Susan Bloom                             | TV, 15 episodios  |
| 1989      | Murder, She Wrote                | Harriet Lundgren                        | TV, 1 episodio    |
| 1989      | A Peaceable Kingdom              | Kate Galindo                            | TV, 9 episodios   |
| 1990      | Edward Scissorhands              | Helen                                   |                   |
| 1992-1993 | Hearts Afire                     | Dra. Ruth Colquist/Madeline Stoessinger | TV, 5 episodio    |
| 1993      | Samurai Cowboy                   | Bobbi Bob Pickette                      |                   |
| 1993      | Sirens                           | Sra. Chattle                            | TV, 1 episodio    |
| 1993      | True Romance                     | Mary Louise Ravencroft                  |                   |
| 1993      | Heaven & Earth                   | Bernice                                 |                   |
| 1996      | Freeway                          | Sra. Sheets                             |                   |
| 1996      | Minor Adjustments                | Sra. Daisy Gotschel                     | TV, 1 episodio    |
| 1996      | Walker, Texas Ranger             | Lureen Smith                            | TV, 1 episodio    |
| 1997-1998 | Teen Angel                       | Pam                                     | TV, 17 episodios  |
| 1998      | Buffy the Vampire Slayer         | Enfermera Greenliegh                    | TV, 1 episodio    |
| 1999      | Touched by an Angel              | Irene                                   | TV, 1 episodio    |
| 1999      | Two Guys and a Girl              | Shawn's Mother                          | TV, 1 episodio    |
| 1999      | JAG                              | Deanne                                  | TV, 1 episodio    |
| 1999      | Friends                          | La Jueza                                | TV, 1 episodio    |
| 2000      | Crime and Punishment in Suburbia | Bella                                   |                   |
| 2000      | Erin Brockovich                  | Brenda                                  |                   |
| 2001      | Popular                          | Calamity Jane                           | TV, 1 episodio    |
| 2001      | ER                               | Sra. Jenkins                            | TV, 1 episodio    |
| 2001      | K-PAX                            | Betty McAllister                        |                   |
| 2002      | Sabrina, the Teenage Witch       | Conductora de autobús                   | TV, 1 episodio    |
| 2002      | Mr. Deeds                        | Jan                                     |                   |
| 2003      | Becker                           | Pearl                                   | TV, 1 episodio    |
| 2003      | Judging Amy                      | Compañera de trabajo de Maxine          | TV, 1 episodio    |
| 2003-2015 | Dos hombres y medio              | Berta                                   | TV, 152 episodios |
| 2008      | Kabluey                          | Kathleen                                |                   |
| 2012      | Frankenweenie                    | Madre de Bob                            | Voz               |
| 2015      | Krampus                          | Tía Dorothy                             |                   |
| 2017      | The Ranch                        | Shirley                                 | 2ª temporada      |

## Premios y nominaciones
| Año  | Premio                  | Resultado | Categoría                                         | Trabajo nominado                     |
| ---- | ----------------------- | --------- | ------------------------------------------------- | ------------------------------------ |
| 1974 | Drama Desk Award        | Ganadora  | Actuación sobresaliente                           | The Sea Horse                        |
| 1974 | Theatre World Award     | Ganadora  | Actuación sobresaliente                           | The Sea Horse                        |
| 1981 | Western Heritage Awards | Ganadora  | Bronze Wrangler                                   | Heartland (compartido con el elenco) |
| 1992 | Premios Emmy            | Nominada  | Outstanding Supporting Actress in a Drama Series  | L.A. Law                             |
| 2005 | Premios Emmy            | Nominada  | Outstanding Supporting Actress in a Comedy Series | Two and a Half Men                   |
| 2007 | Premios Emmy            | Nominada  | Outstanding Supporting Actress in a Comedy Series | Two and a Half Men                   |